# Nicolau de Longobardi

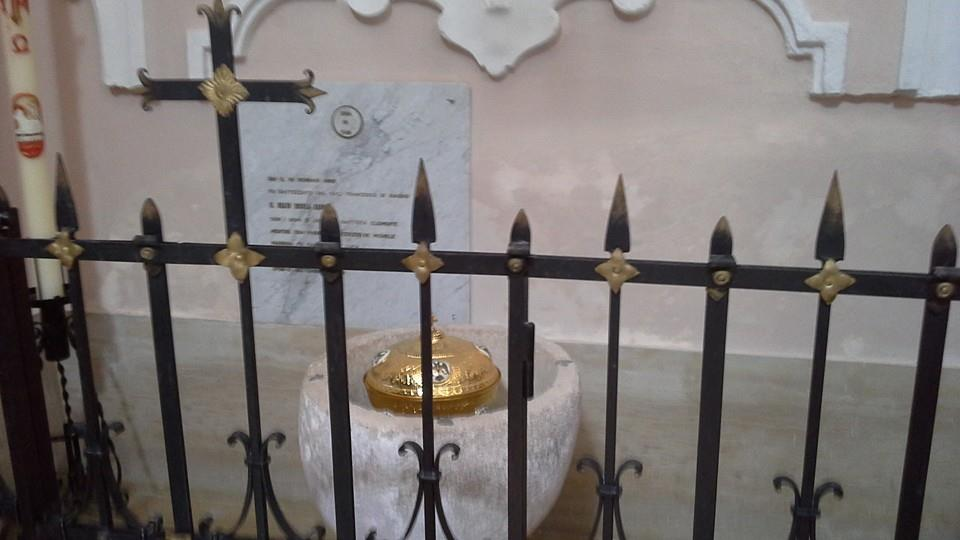
La pila baptismal on va ser batejat.

Nicolau de Longobardi va ser un religiós catòlic italià oblat de l'Orde dels Mínims. Va ser beatificat el 17 de setembre de 1786 i fou canonitzat com a sant de l'Església Catòlica Romana el 23 de novembre de 2014.

## Biografia
Va néixer a Longobardi, una petita ciutat de la costa tirrena. Els seus pares eren Fulvio Saggio, un pagès, i Aurelia Saggio, nascuda Pizzini. Va ser el primer de cinc fills, mentre que els bessons Antonio i Domenica els van seguir i després Nicola i Muzio. Va ser batejat amb el nom de "Giovanni Battista Clemente" el 10 de gener de 1650. Va visitar el convent dels Mínims, cosa que el va portar a optar per fer una vida religiosa.
Va ser famós com a catequista a Longobardi i als cercles romans. La seva vida espiritual va quedar marcada després d'un pelegrinatge a Loreto el 1683 per demanar a Déu l'alliberament de Viena dels turcs per mitjà de la intercessió de la Santíssima Mare de Déu.

## Santedat
El 17 de març de 1771 va ser nomenat venerable una vegada que el papa Climent XIV va confirmar la seva vida d'heroica virtut. El papa Pius VI va presidir el ritu de beatificació el 17 de setembre de 1786 a la basílica de Sant Pere després d'aprovar dos miracles atribuïts a la seva intercessió el 2 d'abril de 1786. Després de la beatificació fou nomenat patró de Longobardi, el seu poble.
El tercer i últim miracle, necessari per a la canonització, es va produir el 1938 quan un paleta de Longobardi que va caure d'un bloc sense patir ferides. La investigació diocesana va tenir lloc entre el 24 de maig de 2008 i el 15 de juny de 2009; el procés va rebre la validació de la Congregació per a les Causes dels Sants l'11 de març de 2011, mentre que el consell mèdic consultor va aprovar el miracle el 13 de desembre de 2012. Els teòlegs van expressar la seva aprovació el 28 de novembre de 2013, mentre que es va aprovar definitivament el 4 de març de 2014. El papa Francesc el va canonitzar com a sant el 23 de novembre de 2014 a la plaça de Sant Pere després d'aprovar el miracle el 3 d'abril de 2014. El postulador de la causa va ser Ottavio Laino.